# Unechte Rose von Jericho
Die Unechte Rose von Jericho (Selaginella lepidophylla) ist eine Pflanzenart aus der Familie der Moosfarngewächse (Selaginellaceae). Sie kommt in den Wüstengebieten von Arizona über Texas bis nach Mexiko vor. Die wechselfeuchte Pflanze gehört zu den so genannten „Auferstehungspflanzen“. Sie wird im Handel, fälschlich, oft als „Rose von Jericho“ verkauft. Bei dieser handelt es sich aber eigentlich um einen Kreuzblütler mit Verbreitung im Nahen Osten und Nordafrika.

## Merkmale
Selaginella lepidophylla ist eine rosettenbildende Pflanze. Der sehr kurze Hauptspross trägt spiralig angeordnete kurze Seitensprosse, die zur Spitze hin gabelteilig verzweigt sind. Sie sind im feuchten Zustand niederliegend ausgebreitet und rollen sich bei Austrocknung ein, so dass insgesamt eine ballartige Struktur entsteht. Sie sind, wie typisch für Moosfarne, am Boden durch Rhizophore genannte farblose Seitensprosse verankert, diese sitzen nur im basalen Teil der Rosette und entspringen der Oberseite des Sprosses. Die steifen Schuppenblätter sitzen jeweils gegenständig in vier Reihen der Sprossachse an. Die Seitenblätter sind dabei dreieckig bis dreieckig-eiförmig mit beinahe herzförmiger Basis und etwa zwei Millimeter lang, sie sind auf der Oberseite grün, auf der Unterseite gelblich oder rötlich. Sie sind behaart, mit durchsichtigem Blattrand, ihr Apex ist stumpf. Die breit eiförmigen Mittelblätter erreichen 1,5 bis 1,7 Millimeter Länge, mit stumpfem bis stachelspitzigem Apex.
Die Sporophyllstände von 3 bis 12 Millimeter Länge sitzen einzeln, Mikrosporangien und Makrosporangien sind untereinander gleich gestaltet. Die einzelnen Sporophylle sind dreieckig-eiförmig und schwach gekielt, ihr Kiel ungezähnt. Ihr Rand ist zum Apex hin gezähnelt, dieser ist spitz oder zugespitzt.
Von der mit ähnlicher Wuchsform im selben Lebensraum vorkommenden Selaginella pilifera unterscheidet die Form der Seitenblätter, diese sind bei dieser Art lanzettlich mit einer haarförmig verlängerten Spitze.

## Verbreitung und Lebensraum
Die Art lebt in ariden, wüstenartigen Lebensräumen der Chihuahua-Wüste, auf Geröllhalden und steinigen Böden auf Kalkgestein, in voll besonnten Habitaten. Sie kommt in Höhen von 900 bis 2000 Metern vor. Ihr Verbreitungsgebiet umfasst den Süden der USA (nur im Süden von Arizona und im Südwesten von Texas) und den Norden und das Zentrum von Mexiko.

## „Auferstehungspflanze“
Die gesamte Pflanze ist im feuchten Zustand flach ausgebreitet und rollt sich bei Austrocknung kugelartig zusammen. Wird sie wieder befeuchtet, nimmt sie die ursprüngliche, ausgebreitete Form wieder an. Diese Bewegung ist bedingt durch hygroskopische Aufnahme von Wasser (Quellung), sie ist also rein physikalisch und passiv, funktioniert also an abgestorbenen Pflanzen genauso gut. Dass eine ausgetrocknete, tote Pflanze beim Wiederbefeuchten (zumindest scheinbar) wieder zum Leben erweckt wird, war zunächst an der Echten Rose von Jericho, einer im Nahen Osten verbreiteten Blütenpflanze, beobachtet worden und wurde als Exemplum der Auferstehung betrachtet. Der Botaniker William Jackson Hooker beschreibt 1837, dass die „falsche“ Rose deswegen bereits damals nach Europa gehandelt wurde. Seiner Angabe zufolge habe Hugh Cuming für eine perfekte Pflanze deren Gewicht in Gold bezahlt.
Auferstehungspflanzen werden bis heute gern auf Weihnachtsmärkten verkauft. Bei den als „Rose von Jericho“ dort angebotenen Pflanzen handelt es sich fast immer um diesen Moosfarn. Die „Entfaltungen“ der im Handel angebotenen Pflanze sind rein physikalische Vorgänge: Zwar saugen sich die Zellen durch Kapillarkräfte voll Wasser, und unter der hydrostatischen Spannung entfaltet sich die Pflanze, ohne jedoch die Assimilation wieder aufzunehmen.
Im Gegensatz zur Echten Rose von Jericho ist Selaginella lepidophylla eine echte poikilohydre, wechselfeuchte Pflanze (vermutlich, mit der oben erwähnten Beschreibung durch Hooker 1837 die erste wissenschaftlich beschriebene). Die Pflanze nimmt unmittelbar nach dem Wiederbefeuchten ihren Stoffwechsel wieder auf. Nach etwa drei Stunden ist sie wieder zur Photosynthese bereit, es dauert aber etwa 24 Stunden, bis sie wieder effektiv assimilieren kann. Die Fähigkeit zur Wiederaufnahme der Photosynthese nach dem Austrocknen nimmt aber im Lauf der Zeit ab und fällt nach etwa zwei bis drei Jahren Trockenzeit auf Null. Im elektronenmikroskopischen Bild zeigt sich, dass die Zellwand ausgetrockneter Zellen des Moosfarns vielfach gefaltet ist. Die Zellmembran liegt der Zellwand innen eng an. Die Organellen liegen kompakt, behalten aber ihre Form, einschließlich der Vakuolen. Die Membran des Tonoplasten wird durch eine angelagerte, im Bild körnige Substanz stabilisiert.
| Unechte Rose von Jericho, mit heißem Wasser übergossen (Film: 687 Fotos, 1 Foto pro Minute, 25 Frames pro Sekunde) |                                      |
| Unechte Rose von Jericho öffnet sich. (1 Stunde und 30 Minuten)                                                    | Unechte Rose von Jericho öffnet sich |

## Phylogenie, Taxonomie, Systematik
Die Art wurde 1830 als Lycopodium lepidophyllum durch William Jackson Hooker und Robert Kaye Greville in ihrem Werk Icones filicum erstbeschrieben und von Antoine Frédéric Spring 1840 in seiner Bearbeitung der Farne im ersten Band der von Carl Friedrich Philipp von Martius und anderen herausgegebenen Flora Brasiliensis in die Gattung Selaginella transferiert, in der sie seitdem unangefochten verblieben ist. Mit etwa vier Arten, darunter der in Mexiko verbreiteten Selaginella novoleonensis bildet sie darin die Sektion Lepidophyllae in der Untergattung Ericetorum. Position und Zusammengehörigkeit wurden auch in genetischen Studien bestätigt.